# As Tardes da Júlia
As Tardes da Júlia foi um talk-show apresentado por Júlia Pinheiro e transmitido em directo pela TVI, entre 10 de Abril de 2007 e 30 de Dezembro de 2010, resultando num total de 915 episódios. Era transmitido de segunda a sexta-feira, das 14 horas às 17 horas, num total de três horas de emissão.

## História
O programa relatava diversas histórias e temas da sociedade portuguesa, como por exemplo crimes, mistérios, histórias de vida pessoal, temas da atualidade, entre outros. Durante as três horas de duração do programa, Júlia Pinheiro, conduzia também o passatempo Cara ou Coroa e posteriormente Casar e Ganhar, cujos prémios correspondem a diversas quantias em dinheiro. O programa contava ainda com pequenos espaços de humor, dos quais eram da responsabilidade dos atores Carlos Areia e Joana Figueira.
No programa de 9 de Abril de 2009, Júlia ofereceu um exemplar do seu primeiro romance Não Sei Nada Sobre o Amor aos seus convidados, bem como, a toda a plateia.
O programa As Tardes da Júlia teve a sua última emissão no dia 30 de Dezembro de 2010, numa quinta-feira.
Com a saída de Júlia Pinheiro para a SIC, o antigo programa foi substituído pelo novo programa A Tarde É Sua, com a apresentação a cargo de Fátima Lopes.

### Rubricas
Mundo Cor-de-Rosa: trata-se de uma rubrica apresentada ocasionalmente e conta com relatos do mundo cor-de-rosa conduzidos por Júlia Pinheiro e comentados por Cinha Jardim, Duarte Siopa e Pedro Ramos e Ramos. Estes comentadores opinam sobre moda e outros assuntos da sociedade portuguesa.
Fatos em Direto: esta rubrica é apresentada às sextas e ocupa a terceira parte do programa. Ao longo dessa hora, Júlia Pinheiro apresenta a história de um concorrente, através de peças, que submeter-se-á ao detector de mentiras. Após as peças e a conversa entre o concorrente e a apresentador, este responde a um determinado número de perguntas e, depois, prova ou não prova a sua inocência.

## Audiências
O programa de estreia, transmitido a 10 de Abril de 2007, registou 2,8% de audiência média e 28,1% de share e terminou, já o seu último emissão obteve 4,7% de audiência média e 30,4% de share, representando um total de 1.554.400 espectadores que viram esta última emissão do programa.
Ao longo deste período de emissões regulares foram transmitidos 915 programas, que alcançaram 3,2% de audiência média e 27,7% de share, sendo que a emissão com melhores resultados a do dia 1 de Maio de 2007, com 6,1% de audiência média e 28,6% de share.

## Prémios
- Prémio Arco-Íris 2007 da Associação ILGA Portugal